# Muzej Capodimonte
Muzej Capodimonte (tal. Museo di Capodimonte) je umjetnički muzej smješten u palači Capodimonte, velikoj burbonskoj palači u Napulju, Italija. Muzej je glavni repozitorij napuljskog slikarstva i dekorativne umjetnosti, s nekoliko važnih djela iz drugih talijanskih škola slikarstva i nekim važnim starorimskim skulpturama. To je jedan od najvećih muzeja u Italiji. Muzej je svečano otvoren 1957.

## Povijest
Ogromna zbirka u muzeju vuče svoje korijene iz 1738. Tijekom te godine kralj Karlo VII od Napulja i Sicilije (kasnije Karlo III, kralj Španjolske ) odlučio je sagraditi lovačku kuću na brdu Capodimonte, ali je onda odlučio da će umjesto toga sagraditi veliku palaču, djelomično zato što je njegova postojeća rezidencija, palača od Porticija, bio je premalen da primi njegov dvor, a dijelom i zato što je trebao negdje smjestiti fantastičnu kolekciju umjetnina Farnese koju je naslijedio od svoje majke, Elisabette Farnese, posljednjeg potomka suverene vojvodske obitelji od Parme.
Tijekom godina, palača je proširena i ispunjena s više umjetnosti. Godine 1787., prema savjetu Jacoba Philippa Hackerta, stvoren je laboratorij za restauraciju slika.
Kada je 1799. godine proglašena Partenopejska republika, kralj Ferdinand IV. pobjegao je u Palermo na brodu Nelson 's Vanguard, ponijevši sa sobom najvrjednije predmete iz muzeja. Ono što je ostalo opljačkale su francuske trupe generala Championneta koje su ondje bile smještene tijekom kratkog života Republike 1799. godine. Kasnije, tijekom deset godina francuske reokupacije (1806. do 1815.), umjetnička je zbirka prebačena u Napuljski nacionalni arheološki muzej. Kada se kralj Ferdinand vratio sa Sicilije 1815. godine, angažirao je mnoge slikare i kipare da rade na preuređivanju palače. Napokon je dovršen 1840., a dodana je i galerija sa suvremenom umjetnošću.
Nakon što je palača 1861. godine pripala kući Savoja, umjetničkim zbirkama dodana su daljnja djela, a Domenico Morelli imenovan je savjetnikom za nove akvizicije. Dodali su i opsežnu zbirku povijesnog vatrenog i drugog oružja. Godine 1866. budoar Marije Amalije od Saske prebačen je u Capodimonte iz palače Portici, a 1877. iz rimske vile na Capriju donesen je mramorni pod iz rimskog doba.
Nakon raspada monarhije, palača je 1950. postala isključivo nacionalni muzej, a mnogi su eksponati vraćeni iz Nacionalnog muzeja.

## Kolekcija
Na prvom i drugom katu smještena je Galleria Nazionale (Nacionalna galerija) sa slikama od 13. do 18. stoljeća, uključujući glavna djela Caravaggia, Raphaela, Tiziana, El Greca, Giovannija Bellinija, Simonea Martinija, Masaccia, Lorenza Lotta, Giorgija Vasarija, Jacob Philipp Hackert i mnogi drugi. Muzej je daleko najbolje mjesto za vidjeti slike Napuljske škole, često nedovoljno cijenjene u širem svijetu, s velikim fondovima Jusepea de Ribere, Luce Giordana, Napuljskog Caravaggista i mnogih drugih (vidi Popis djela u Galleriji Nazionale di Capodimonte). Velik dio prizemlja zauzima dio veličanstvene Farneseove zbirke klasične, uglavnom rimske monumentalne skulpture, koja je ovdje iu napuljskom Nacionalnom arheološkom muzeju uglavnom netaknuta.
Na drugim mjestima u palači, kraljevski apartmani opremljeni su starinskim namještajem iz 18. stoljeća i zbirkom porculana i majolike iz raznih kraljevskih rezidencija
Godine 2022. trgovac umjetninama Lia Rumma donirao je talijanskoj vladi više od 70 djela koje je izradilo 30 istaknutih talijanskih umjetnika – uključujući Vincenza Agnettija, Giovannija Anselma, Enrica Castellanija, Luciana Fabra i Michelangela Pistoletta i druge – za izlaganje u Muzeju Capodimonte.

## Istaknute točke kolekcije
- Toulouška oltarna pala (Simone Martini, oko 1317.)
- Raspelo (Masaccio, oko 1426.)
- Portret Francesca Gonzage (Andrea Mantegna, oko 1461.)
- Madona s djetetom i dva anđela(Botticelli, oko 1470.)
- Preobraženje Kristovo (Giovanni Bellini, oko 1480.)
- Mizantrop (Pieter Bruegel stariji, oko 1568.)
- Portret kardinala Alessandra Farnesea (Rafael, oko 1509.–1511.)
- Slijepac vodi slijepca (Pieter Bruegel stariji, oko 1568.)
- Antea (Parmigianino, oko 1524.–1527.)
- Portret Galeazza Sanvitale (Parmigianino, oko 1524.)
- Herkulov izbor (Annibale Carracci, oko 1596.)
- Papa Pavao III. i njegovi unuci (Tizian, oko 1546.)
- Bičevanje Krista (Caravaggio, oko 1607.–1608.)
- Bogorodica s djetetom sa svetim Petrom mučenikom (Lorenzo Lotto, oko 1503.)
- Baroncijeva oltarna pala (Rafael, oko 1500.–1501.)
- Sveta obitelj sa sv. Ivanom (Parmigianino, oko 1528.)
- Lukrecija (Parmigianino, oko 1540.)
- Dječak puše u žeravicu da zapali svijeću (El Greco, oko 1570.–1572.)
- Portret Giulia Clovia (El Greco, oko 1571–1572.)
- Marija Magdalena (Tizian, oko 1550.)
- Danaë (Tizian, oko 1545.)
- Blagovijest (Tizian, oko 1557.)
- Portret pape Pavla III. (Tizian, oko 1543.)
- Portret kardinala Alessandra Farnesea (Tizian, oko 1545.–1546.)
- Milosrđe (Bartolomeo Schedoni, oko 1611.)
- Ferdinando IV. i njegova obitelj (Angelica Kauffman, oko 1783.)
- Mistično vjenčanje svete Katarine (Correggio, oko 1520.)
- Slava Marije Magdalne (Giovanni Lanfranco, oko 1616.)

## Vanjske poveznice
|  | Zajednički poslužitelj ima još gradiva o temi Muzej Capodimonte |

- (tal.) Museo di Capodimonte official website